# 八幡宮 (五所川原市元町)
八幡宮（はちまんぐう）は、青森県五所川原市字元町にある神社。市内には同名の神社が多数存在するため、地名を冠して元町八幡宮とも呼ばれる。旧社格は、村社。

## 祭神
- 譽田別尊（こんだわけのみこと）

## 歴史
伝説によれば、「五所川原」という地名の発祥と当社の創建には密接な関係があるという。その昔、一説には明暦か万治年間に起きた春の大水によって、現在の中津軽郡相馬村五所の五所神社から祠がこの地の川原に流れ着いた。このとき住民たちは祠を五所からの使者に返還したものの、その年の秋に再度祠が流れ着き、翌年の春に3度目が起きるに至って、「これも神の思し召し」と祠を当地に安置することを決め、五所の人々も納得した。五所川原市新宮は、祠が最初に安置されたことに由来する名称である。その後、やはり実際に漂着した場所がふさわしいということで遷座することになった。

### 年表
- 寛文元年（1661年） - 勧請[1]。
- 1873年（明治6年）4月 - 郷社神明宮に合祀される[1]。
- 1875年（明治8年）2月 - 復社する[1]。
- 1875年（明治9年）11月 - 村社に列格[1]。
- 1909年（明治42年）8月 - 神饌幣帛料供進指定神社に列格[1]。
- 1926年（大正15年）8月 - 岩木川の改修に伴い現社地に移転[1]。
- 1977年（昭和52年）8月31日 - 社殿を改築[1]。

## 境内

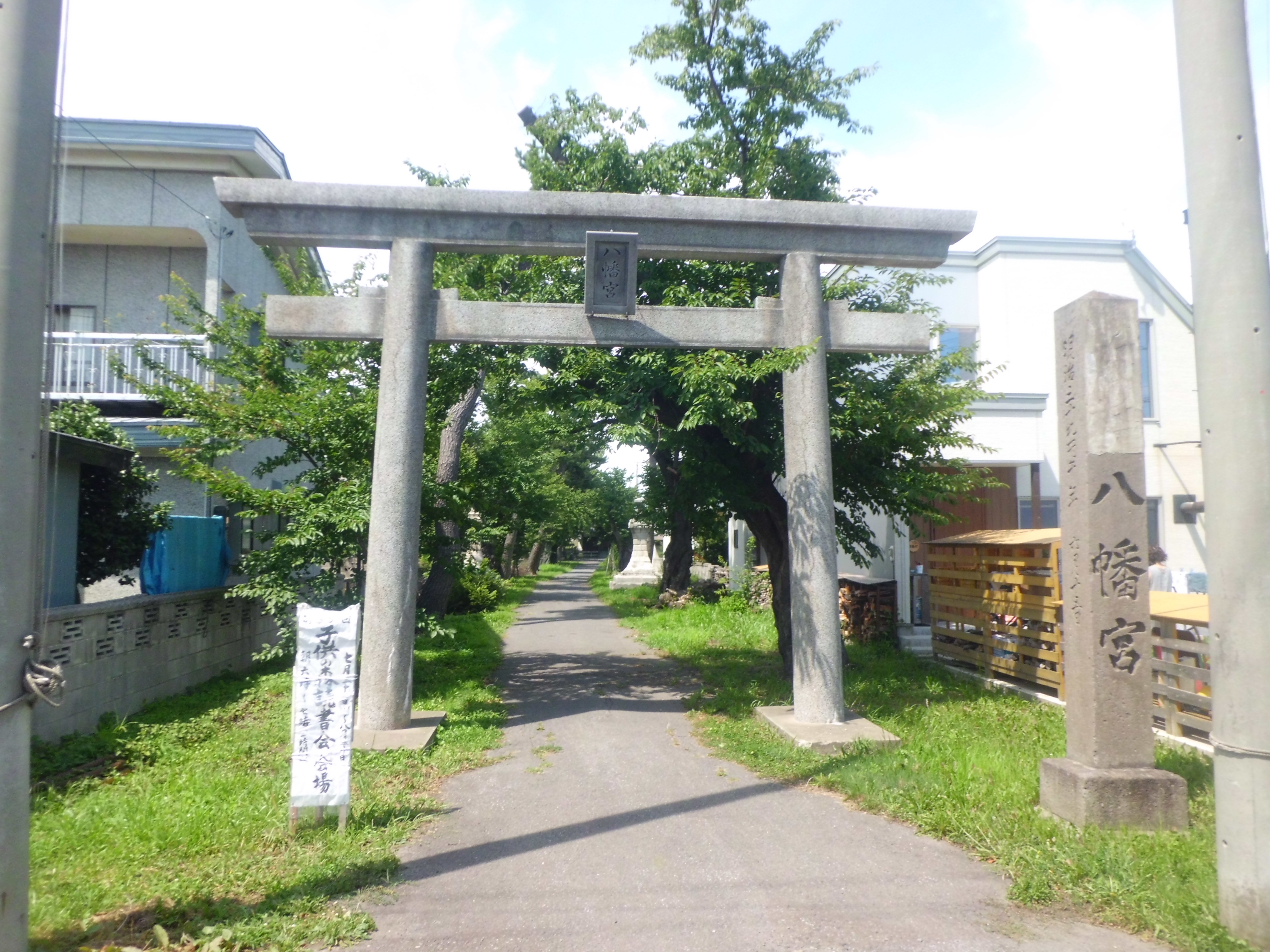
鳥居
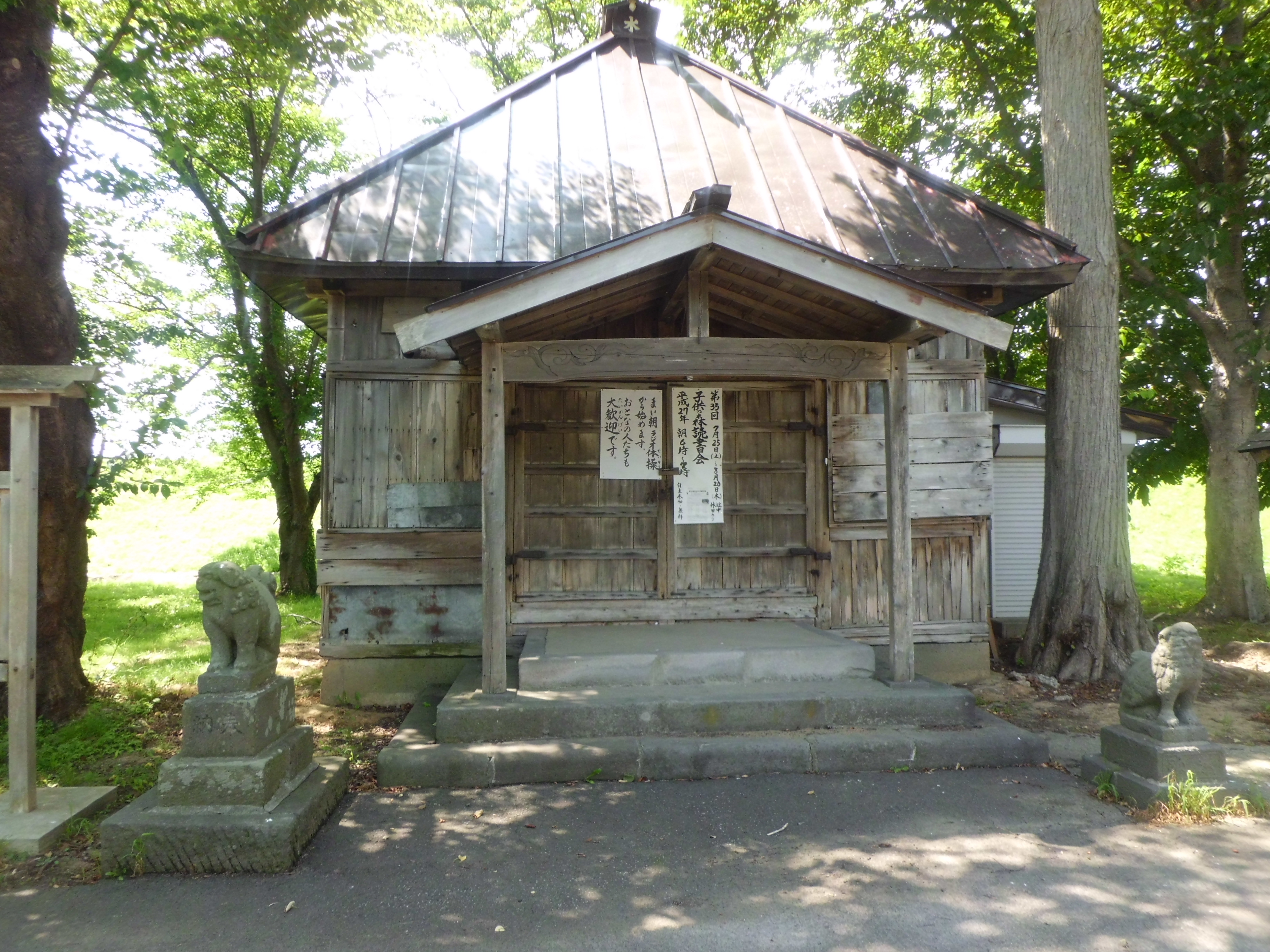
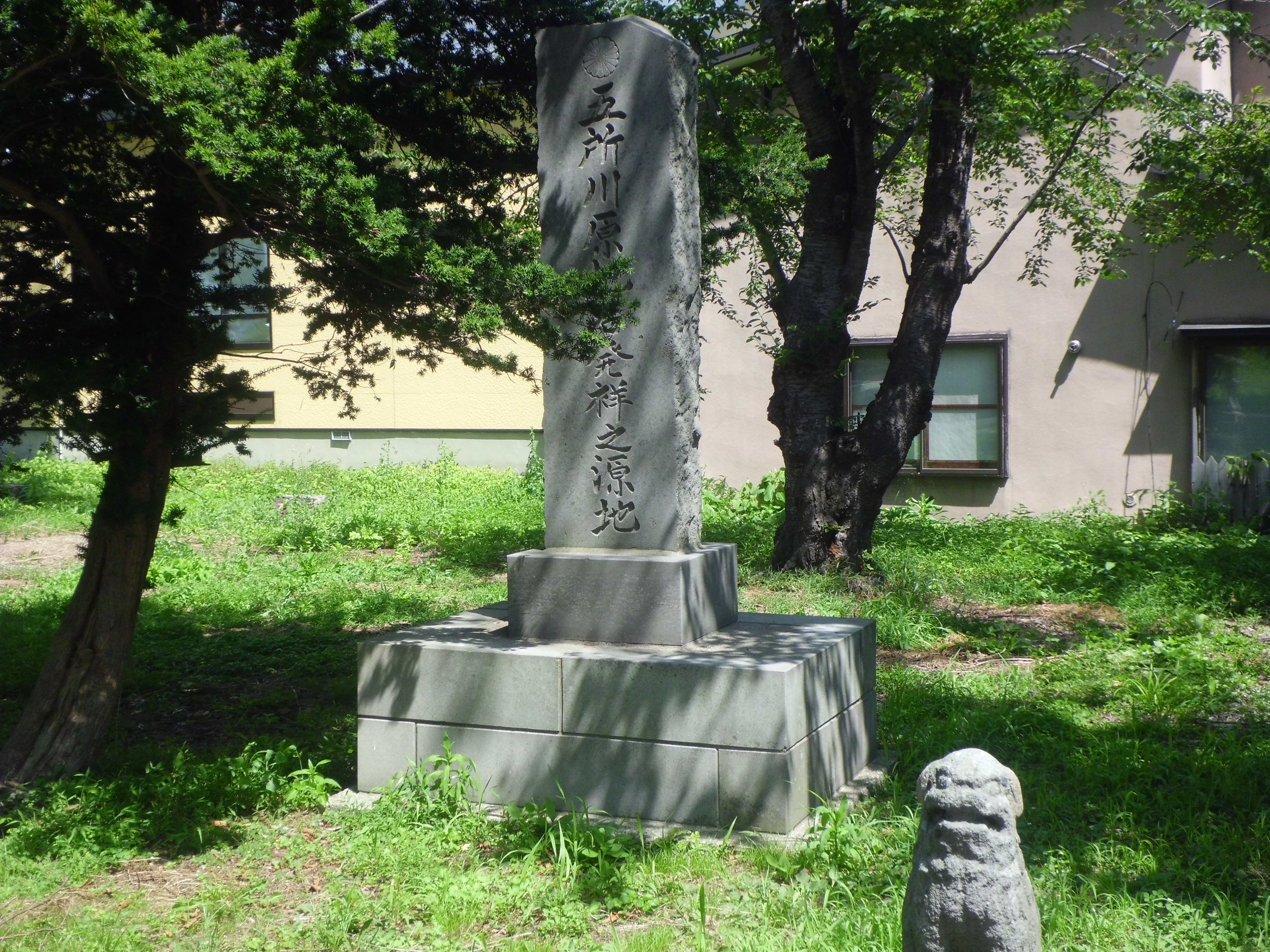
「五所川原地名発祥之源地」碑
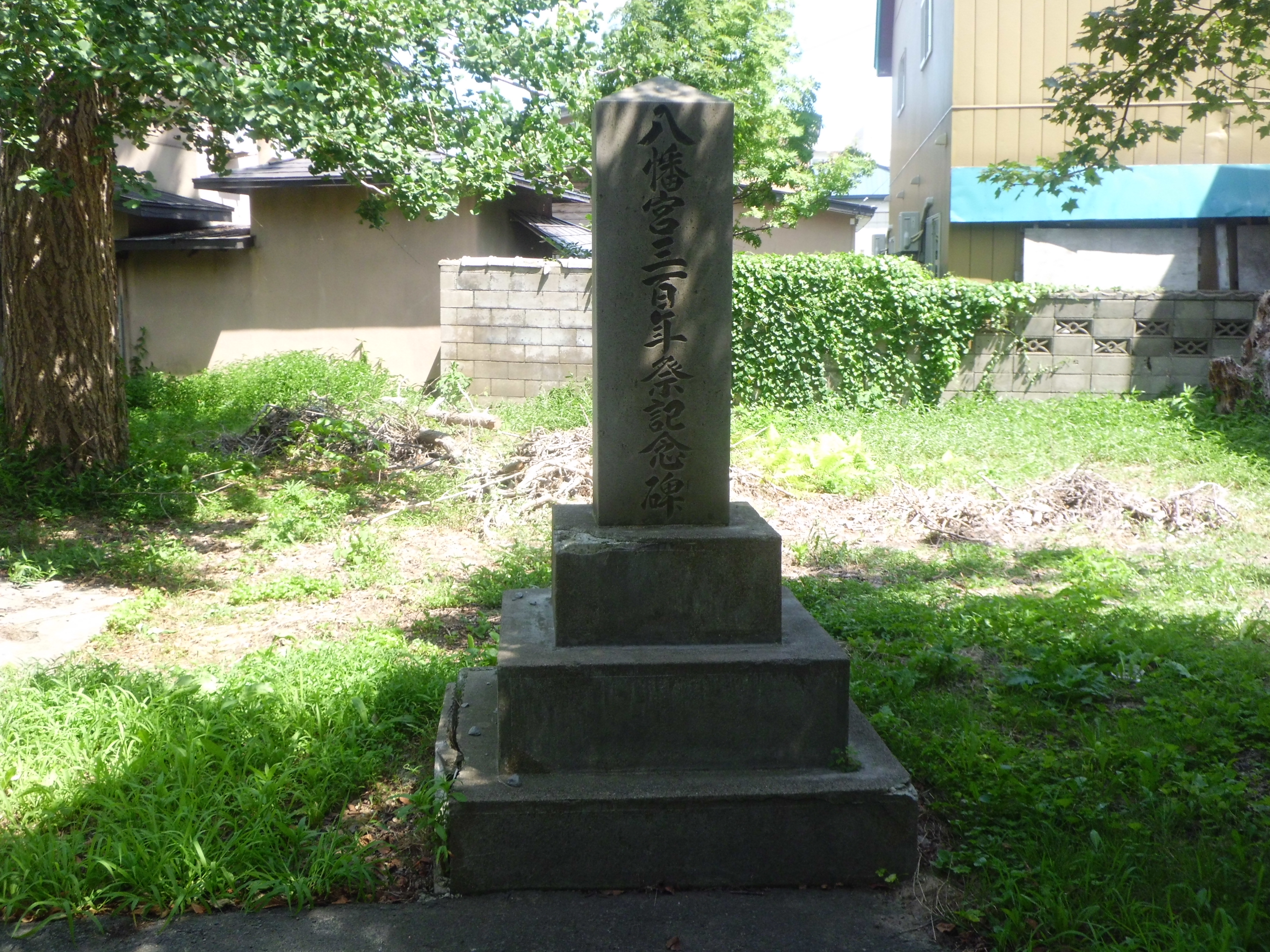
三百年祭祀記念碑
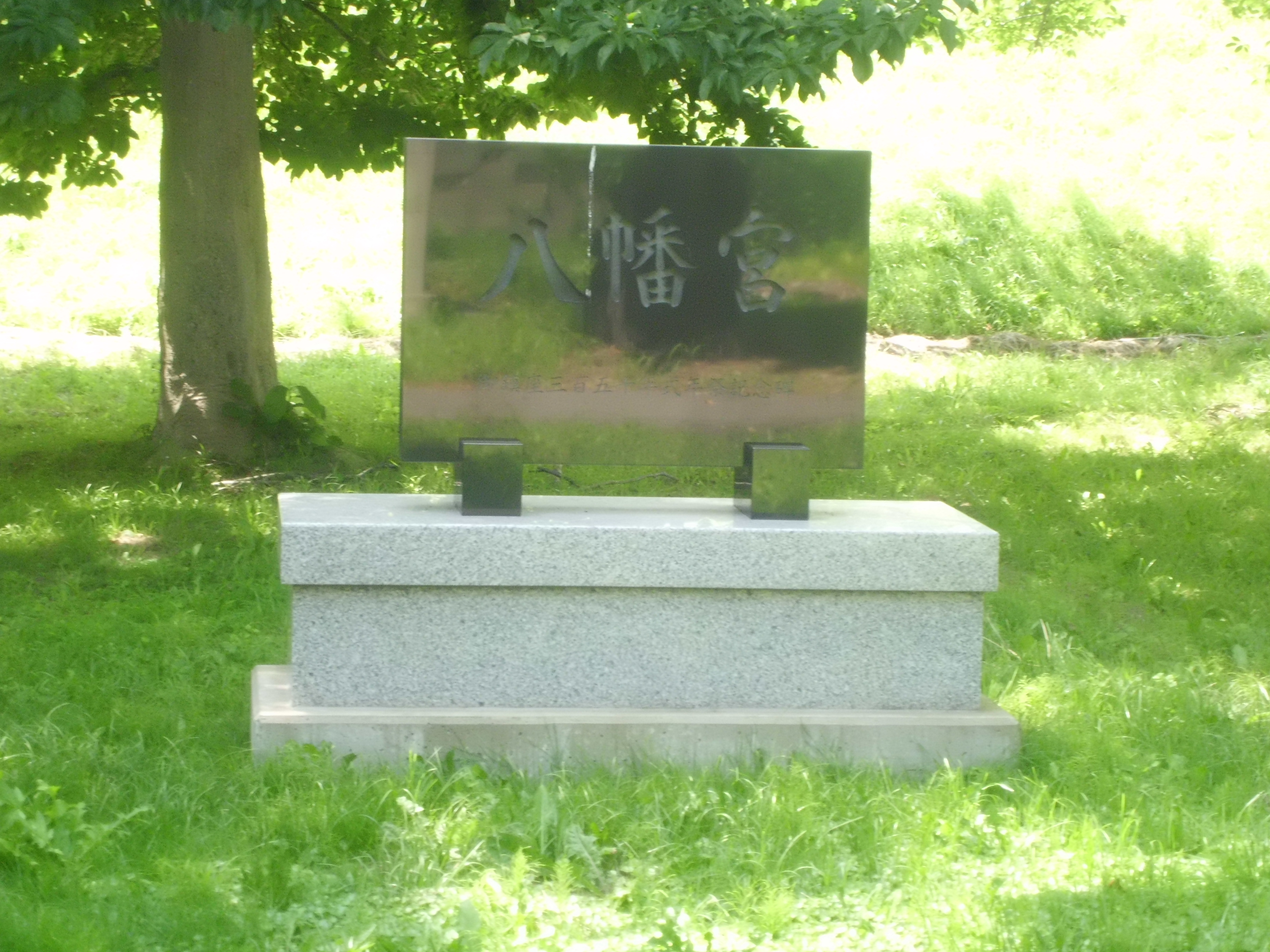
御鎮座三百五十年式年祭記念碑
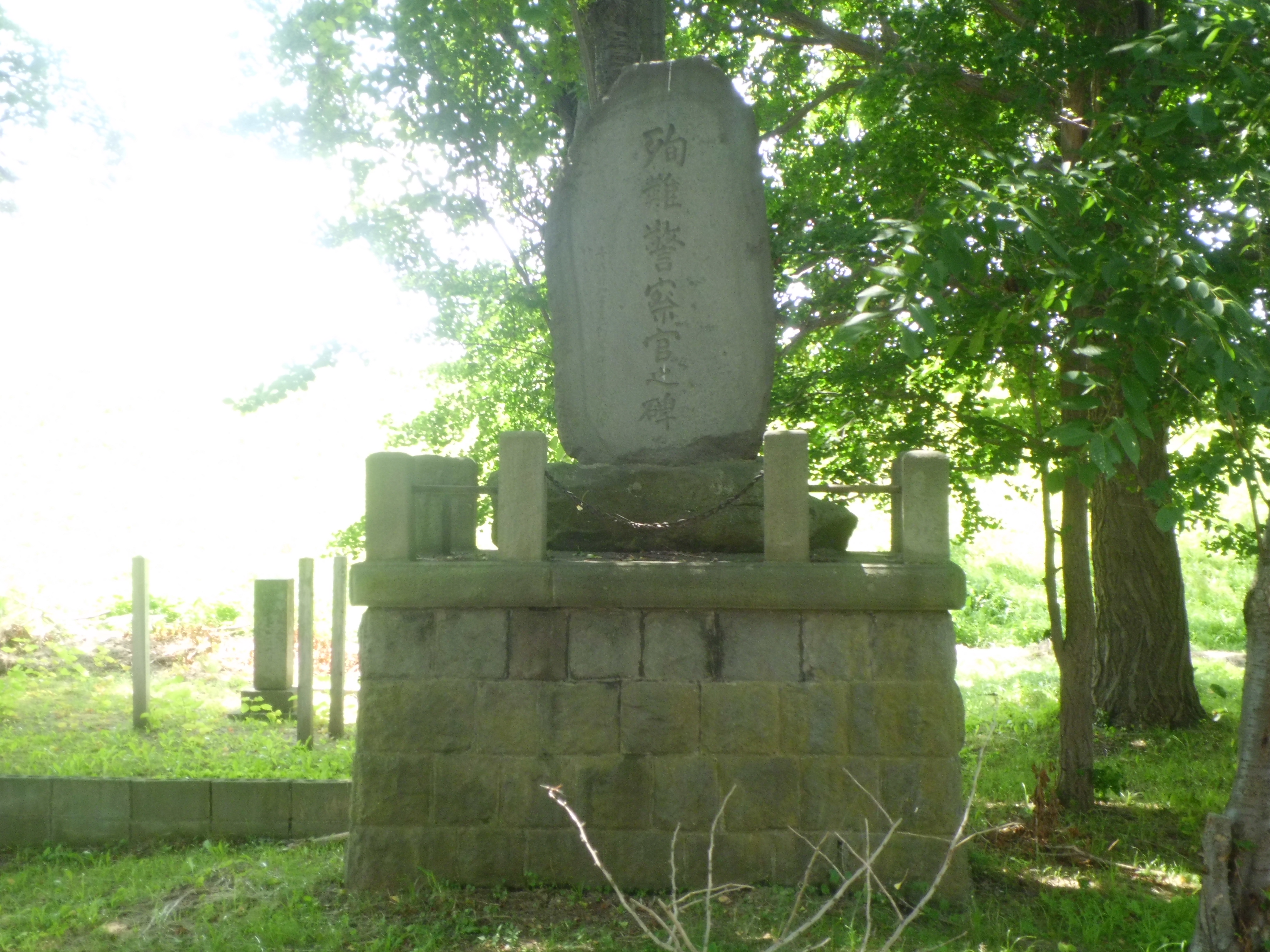
殉難警察官之碑
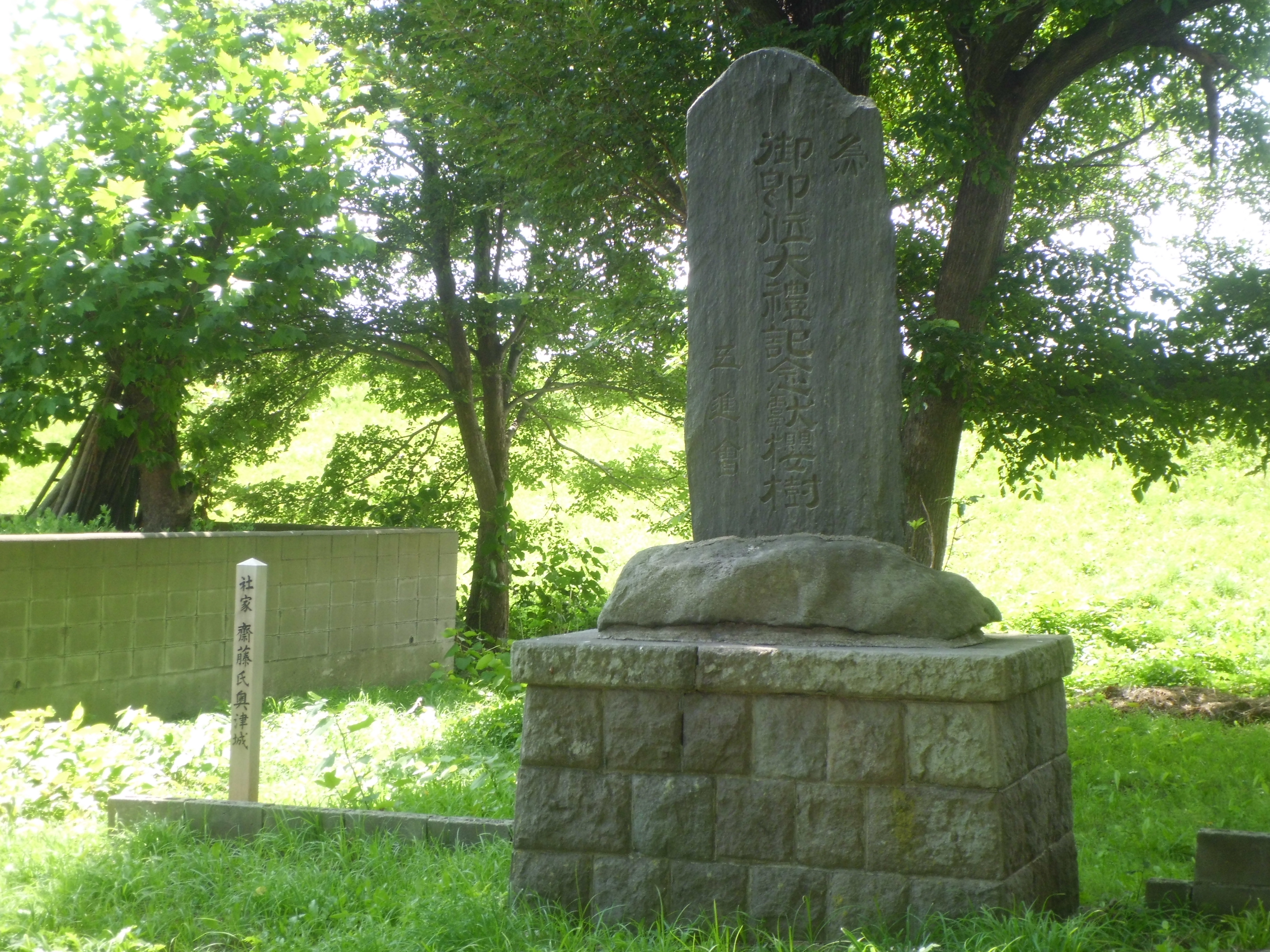
「御即位大礼記念献桜樹」碑
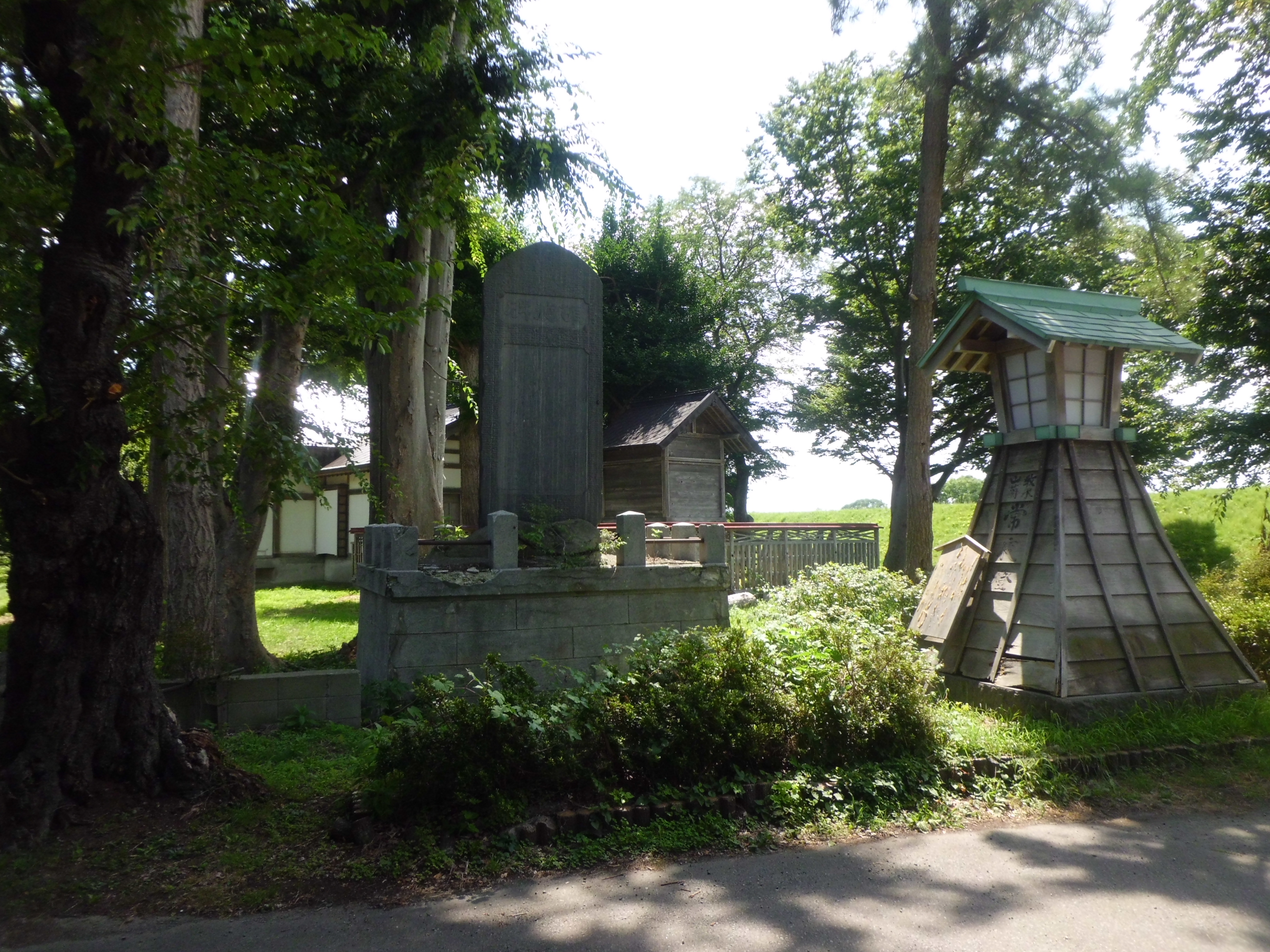
木村隆一「頌徳碑」

## 現地情報
所在地
- 青森県五所川原市字元町30番地

アクセス
- 最寄駅：JR東日本五能線・津軽鉄道線五所川原駅
- 最寄バス停：弘南バス バス停「新町」下車後、徒歩約6分